# Stigmellites
Stigmellites is een geslacht van vlinders van de familie dwergmineermotten (Nepticulidae).

## Soorten
- S. carpiniorientalis Straus, 1977
- S. heringi Kernbach, 1967
- S. messelensis Straus, 1979
- S. zelkovae Straus, 1977